# Robert Gruslin
Robert Gruslin né à Rochefort le 18 mars 1901, mort à Profondeville le 1er juin 1985 est un homme politique belge et un militant wallon.

## Biographie
Licencié en sciences administratives de l'Université libre de Bruxelles, auditeur à la Cour des comptes (1921-1935), il est directeur au Ministère de l'Instruction publique (1935-1945), il est chef de cabinet de François Bovesse en 1935 et d'Auguste Buisseret en 1944-1945), puis devient gouverneur de la Province de Namur en 1945 succédant ainsi à François Bovesse assassiné par les rexistes en 1944. Il demeurera gouverneur jusqu'en 1968.
Il a eu des contacts avec le mouvement wallon pendant l'entre-deux-guerres, sera membre du Conseil culturel d'expression française créé par Jules Bordet. En juin 1951, ces Conseils reprennent leur dimension consultative par un Arrêté royal pris par Pierre Harmel qui leur conseille de travailler dans le cadre des provinces.

Gruslin défendra la Wallonie notamment à l'occasion  de l'ouverture des sessions du conseil provincial de Namur comme en 1947 où il affirme que :
« le problème wallon ne peut que s'aggraver avec le temps si on se contente de le nier et d'en minimiser la portée réelle. Ce problème est à la fois social, économique et politico-admlinistratif. »
 En 1955, peu avant l'ouverture d'un Congrès culturel wallon, il lance un vibrant appel à l'éveil de la conscience régionale. Dans les années 1960 il plaidera pour l'idée suivant laquelle la formation de l'Europe plaide en faveur d'une décentralisation au cœur de ses Etats. À l'occasion de la Fête de Wallonie à Uccle en 1969, il plaide pour un rapprochement avec la France.

## Distinctions
- Grand officier de l'ordre de Léopold (Belgique).
- Prix Camille Engelmann pour la défense de la culture française et de la Wallonie en 1968.